# Yegor Kholodilov
Yegor Sergeyevich Kholodilov (tiếng Nga: Егор Сергеевич Холодилов; sinh ngày 6 tháng 5 năm 1999) là một cầu thủ bóng đá người Nga. Anh thi đấu cho F.K. Luch-Energiya Vladivostok.

## Sự nghiệp câu lạc bộ
Anh có màn ra mắt tại Giải bóng đá Quốc gia Nga cho F.K. Luch-Energiya Vladivostok vào ngày 12 tháng 11 năm 2017 trong trận đấu với F.K. Shinnik Yaroslavl.